# Departamento de Rere
| Departamento de Rere | Departamento de Rere |
| -------------------- | --- |
| Cabecera:            | Rere Yumbel |
| Superficie:          | km² |
| Habitantes:          | hab |
| Densidad:            | hab/km² |
| Subdelegaciones:     | - 1ª, Yumbel - 2ª, San Luis Gonzaga - 3ª, Malvoa - 4ª, Talcamávida - 5ª, Quilacoya - 6ª, Tomeco - 7ª, Las Perlas - 8ª, Tucapel - 9ª, El Salto - 10ª, Reñico - 11ª, Trupán |
| Municipalidades:     | - capital departamental: - Yumbel - otras municipalidades (1891) - Talcamávida (1891) - Tucapel (1891) - San Luis Gonzaga (1891) - Las Perlas (1897)                      |
| Ubicación            | |
|                      | |

El Departamento de Rere es una antigua división territorial de Chile, que pertenecía a la Provincia de Concepción. La cabecera del departamento fue Rere. Fue creado sobre la base del antiguo Partido de Rere. Luego la cabecera fue Yumbel. Posteriormente fue denominado Departamento de Yumbel.

## Límites
El Departamento de Rere limitaba:
- al norte con el Departamento de Chillán, y luego el Departamento de Yungay y el Departamento de Bulnes.
- al oeste con el Río Biobío y el Departamento de Lautaro, y el Departamento de Puchacay.
- al sur con el río Biobio, el río de La Laja y el Departamento de La Laja.
- Al este con la Cordillera de Los Andes

## Administración
La administración estuvo en Rere, la Villa San Luis Gonzaga de Rere. Luego pasa a ser Yumbel, cabecera del departamento. La Ilustre Municipalidad se encarga de la administración local del departamento.

### Gobernadores
| Nombre            | Periodo     |
| ----------------- | ----------- |
| Vicente del Solar | 1831-¿1835? |
| Sin datos         | 1835-1883   |
| David Goycolea    | 1883-?      |
| Valentín Dueñas   | 1889-?      |

Con el Decreto de Creación de Municipalidades del 22 de diciembre de 1891, se crean las siguientes municipalidades con sus sedes y cuyos territorios son las subdelegaciones detalladas a continuación, con los límites que les asigna el decreto del 11 de septiembre de 1888:
| Municipalidad Sede | Subdelegaciones       |
| ------------------ | --------------------- |
| Yumbel             | 1.ª, Yumbel           |
| Yumbel             | 6.ª, Tomeco           |
| Yumbel             | 7.ª, Las Perlas       |
| Yumbel             | 9.ª, El Salto         |
| San Luis Gonzaga   | 2.ª, San Luis Gonzaga |
| Talcamávida        | 3.ª, Malvoa           |
| Talcamávida        | 4.ª, Talcamávida      |
| Talcamávida        | 5.ª, Quilacoya        |
| Tucapel            | 8ª, Tucapel           |
| Tucapel            | 10.ª, Reñico          |
| Tucapel            | 11.ª, Trupán          |

El 7 de septiembre de 1897, en el gobierno de Federico Errázuriz Echaurren, se crea la Municipalidad de Las Perlas, con sede en la Villa de Cabrero, administrando las subdelegaciones de 6.ª Tomeco y 7.ª Las Perlas.
Así, las subdelegaciones quedan administradas por las siguientes municipalidades:
| Municipalidad Sede | Subdelegaciones       |
| ------------------ | --------------------- |
| Yumbel             | 1.ª, Yumbel           |
| Yumbel             | 6.ª, Tomeco           |
| San Luis Gonzaga   | 2.ª, San Luis Gonzaga |
| Talcamávida        | 3.ª, Malvoa           |
| Talcamávida        | 4.ª, Talcamávida      |
| Talcamávida        | 5.ª, Quilacoya        |
| Tucapel            | 8.ª, Tucapel          |
| Tucapel            | 10.ª, Reñico          |
| Tucapel            | 11.ª, Trupán          |
| Las Perlas Cabrero | 7.ª, Las Perlas       |
| Las Perlas Cabrero | 9.ª, El Salto         |

## Subdelegaciones
El departamento estaba compuesto por las siguientes subdelegaciones:
- San Luis Gonzaga,
- Yumbel,
- Tucapel,
- Talcamávida.

DISTRITOS:
- San Luis Gonzaga, Bueideco, Tomentuco, Minas Arenal Peñaflor, Chequenco y Quinquebueno.
- Yumbel, Vega de Yumbel, Río Claro, Membrillar, Pangal, Colicheo, Paullanguén y Hurique.
- Tomeco, Trupán, Huguete, Huepíl, Rucamauque, Rinico, Ranchillos de Itata y Pangal de la Laja.
- Talcamávida, Chanco, Quilacoya y Chacaico.

Hacia 1871, el Departamento estaba compuesto por las siguientes subdelegaciones:
| Subdelegación         | Distrito |
| --------------------- | -------- |
| 1.ª, Yumbel           | 1.º      |
| 1.ª, Yumbel           | 2.º      |
| 1.ª, Yumbel           | 3.º      |
| 1.ª, Yumbel           | 4.º      |
| 1.ª, Yumbel           | 5.º      |
| 1.ª, Yumbel           | 6.º      |
| 1.ª, Yumbel           | 7.º      |
| 1.ª, Yumbel           | 8.º      |
| 2.ª, San Luis Gonzaga | 1.º      |
| 2.ª, San Luis Gonzaga | 2.º      |
| 2.ª, San Luis Gonzaga | 3.º      |
| 2.ª, San Luis Gonzaga | 4.º      |
| 2.ª, San Luis Gonzaga | 5.º      |
| 2.ª, San Luis Gonzaga | 6.º      |
| 2.ª, San Luis Gonzaga | 7.º      |
| 2.ª, San Luis Gonzaga | 8.º      |
| 2.ª, San Luis Gonzaga | 9.º      |
| 3.ª, Talcamávida      | 1.º      |
| 3.ª, Talcamávida      | 2.º      |
| 3.ª, Talcamávida      | 3°       |
| 3.ª, Talcamávida      | 4°       |
| 4.ª, Tomeco           | 1°       |
| 4.ª, Tomeco           | 2°       |
| 4.ª, Tomeco           | 3°       |
| 4.ª, Tomeco           | 4°       |
| 5.ª, Las Perlas       | 1°       |
| 5.ª, Las Perlas       | 2°       |
| 5.ª, Las Perlas       | 3°       |
| 5.ª, Las Perlas       | 4°       |
| 6.ª, Tucapel          | 1°       |
| 6.ª, Tucapel          | 2°       |
| 6.ª, Tucapel          | 3°       |
| 6.ª, Tucapel          | 4°       |
| 6.ª, Tucapel          | 5°       |
| 6.ª, Tucapel          | 6°       |
| 6.ª, Tucapel          | 7°       |
| 6.ª, Tucapel          | 8°       |
| 6.ª, Tucapel          | 9°       |

Elaborado a partir de: Anuario Estadístico de la República de Chile correspondiente a los años 1870 y 1871, 1871, Imprenta Nacional, Santiago, Chile.
En 1871, se crea la nueva subdelegación 4.ª de Quilacoya, modificándose las numeraciones del resto de las subdelegaciones
| Subdelegación  | Distrito       |
| -------------- | -------------- |
| 4.ª, Quilacoya | 1.º, Quilacoya |
| 4.ª, Quilacoya | 2.º, Gomero    |
| 4.ª, Quilacoya | 3.º, Majuelo   |
| 4.ª, Quilacoya | 4.º, Lircai    |

| Subdelegación         |
| --------------------- |
| 1.ª, Yumbel           |
| 2.ª, San Luis Gonzaga |
| 3.ª, Talcamávida      |
| 4.ª, Quilacoya        |
| 5.ª, Tomeco           |
| 6.ª, Las Perlas       |
| 7.ª, Tucapel          |

Elaborado a partir de: Anuario Estadístico de la República de Chile correspondiente a los años 1870 y 1871, 1871, Imprenta Nacional, Santiago, Chile.
De acuerdo al decreto del 11 de septiembre de 1888, las siguientes son las subdelegaciones:
| Subdelegación         | Distrito                   |
| --------------------- | -------------------------- |
| 1.ª, Yumbel           | 1.º, Pueblo Viejo          |
| 1.ª, Yumbel           | 2.º, Pueblo Nuevo          |
| 1.ª, Yumbel           | 3.º, Vegas de Yumbel       |
| 1.ª, Yumbel           | 4.º, Nieves                |
| 1.ª, Yumbel           | 5.º, Monte del Águila      |
| 1.ª, Yumbel           | 6.º, Pataguas              |
| 1.ª, Yumbel           | 7.º, Huñihue               |
| 2.ª, San Luis Gonzaga | 1.º, Del Pueblo            |
| 2.ª, San Luis Gonzaga | 2°, Del Pueblo             |
| 2.ª, San Luis Gonzaga | 3°, Tumentucó              |
| 2.ª, San Luis Gonzaga | 4°, Minas Matamala         |
| 2.ª, San Luis Gonzaga | 5°, Santa Jertrudis        |
| 2.ª, San Luis Gonzaga | 6°, Piedra Blanca          |
| 2.ª, San Luis Gonzaga | 7°, Boidecó                |
| 3.ª, Malvoa           | 1°, Cerro de Parra         |
| 3.ª, Malvoa           | 2°, Arenal                 |
| 3.ª, Malvoa           | 3°, Turquía                |
| 3.ª, Malvoa           | 4°, Malvoa                 |
| 4.ª, Talcamávida      | 1°, Talcamávida            |
| 4.ª, Talcamávida      | 2°, Rauque                 |
| 4.ª, Talcamávida      | 3°, Santa Cruz             |
| 4.ª, Talcamávida      | 4°, Chacaico               |
| 5.ª, Quilacoya        | 1°, Quilacoya              |
| 5.ª, Quilacoya        | 2°, Gomero                 |
| 5.ª, Quilacoya        | 3°, Mazuelo                |
| 5.ª, Quilacoya        | 4°, Lircai                 |
| 5.ª, Quilacoya        | 5°, Quinquehueno           |
| 6.ª, Tomeco           | 1°, Paso Hundo             |
| 6.ª, Tomeco           | 2°, Higuerilla             |
| 6.ª, Tomeco           | 3°, Nahuelcura             |
| 6.ª, Tomeco           | 4°, Lircai                 |
| 7.ª, Las Perlas       | 1°, Río Claro (Las Perlas) |
| 7.ª, Las Perlas       | 2°, Membrillar             |
| 7.ª, Las Perlas       | 3°, Pangal                 |
| 7.ª, Las Perlas       | 4°, Colichen               |
| 8.ª, Tucapel          | 1°, Tucapel                |
| 8.ª, Tucapel          | 2°, Las Lomas              |
| 8.ª, Tucapel          | 3°, Huéquete               |
| 9.ª, El Salto         | 1°, Tapihue                |
| 9.ª, El Salto         | 2°, Peña Blanca            |
| 9.ª, El Salto         | 3°, Aguada                 |
| 9.ª, El Salto         | 4°, Manzano                |
| 9.ª, El Salto         | 5°, Pangal de Laja         |
| 9.ª, El Salto         | 6°, Ranchillos             |
| 10.ª, Reñico          | 1°, Huépil Alto            |
| 10.ª, Reñico          | 2°, Rucamanque             |
| 10.ª, Reñico          | 3°, Reñico                 |
| 10.ª, Reñico          | 4°, Huépil Bajo            |
| 11.ª, Trupán          | 1°, Trupán                 |
| 11.ª, Trupán          | 2°, Meseta                 |
| 11.ª, Trupán          | 3°, Polcura                |

Elaborado a partir de: Memoria presentada al Supremo Gobierno por la Comisión Central del Censo, 1908, Santiago, Chile.